# Aphonopelma bacadehuachi
Aphonopelma bacadehuachi — вид павуків родини павуків-птахоїдів (Theraphosidae). Описаний у 2019 році.

## Етимологія
Видова назва A. bacadehuachi вказує на типове місцезнаходження виду — село Бакадеуачі.

## Поширення
Ендемік Мексики. Поширений у горах Західна Сьєрра-Мадре у штаті Сонора на півночі країни. Живе у гірських сосново-дубових лісах.